# Гран-при Сан-Марино 2006 года
Гран-при Сан-Марино — 4-й Гран-при Формулы-1 в сезоне 2006 года. Проводился с 21 по 23 апреля 2006 года в Имоле на Автодроме Энцо и Дино Феррари.
Победу одержал стартовавший с поула Михаэль Шумахер, 2-м пришёл Фернандо Алонсо, атаковавший Шумахера на протяжении всей гонки, но так и не сумевший его пройти. 3-е место занял Хуан Пабло Монтойя.

## Свободные заезды
На пятничных свободных заездах боевые гонщики были необычно активны и сумели опередить третьих гонщиков, что является редкостью ввиду экономии ресурсов мотора. Первую сессию выиграл Михаэль Шумахер (1:24,751), вторую — Фернандо Алонсо (1:25,043). В первой сессии участвовало всего 18 гонщиков, во второй — все 28. Погода была солнечной и сухой, температура воздуха +24…+25°C, асфальта — +29…+31°C.
Подробные результаты пятничных свободных заездов: .
В субботних свободных заездах, согласно правилам, участвовали только боевые гонщики. Лучшее время показал Михаэль Шумахер (1:23,787). Единственным, кто не показал времени, был Хуан Пабло Монтойя, на автомобиле которого возникли неполадки с системой подачи топлива. Неполадку устранить не удалось, и Монтойя стартовал на запасной машине.
Погода в субботу была солнечной и сухой, температура воздуха +25°C, асфальта — +31°C.
Подробные результаты субботних свободных заездов: .
Таким образом, лучшее время свободных заездов установил Михаэль Шумахер в субботней сессии. Это время, однако, было перебито Михаэлем же в квалификации (1:22,795).

## Квалификация
Михаэль Шумахер завоевал 66-ю поул-позицию в своей карьере, выйдя по этому показателю на первое место среди всех гонщиков Формулы-1.
В 3-й раз подряд Дженсон Баттон стартовал с первого ряда. Кроме того, для Баттона это 10-й старт с первого ряда в карьере. Его партнёр Рубенс Баррикелло занял 3-е место — лучшее в его новой команде Honda. Необычно низко квалифицировались гонщики Renault и McLaren, Джанкарло Физикелла даже не смог попасть в последнюю сессию.
Смен моторов не было, поэтому все гонщики стартовали в гонке со своих квалификационных позиций. Перед субботними свободными заездами на автомобиле Хуана Пабло Монтойи была обнаружена поломка системы подачи топлива. Её не удалось устранить, поэтому Монтойя выступал в квалификации и гонке на запасном автомобиле. Штрафа он за это не получил, так как двигатель не был заменён: он был переставлен с основной машины колумбийца.
Время, показанное Михаэлем Шумахером во второй квалификационной сессии (1:22,579) стало лучшим временем уик-энда.
| Место | Гонщик              | Команда     | 3 сессия | 2 сессия | 1 сессия |
| ----- | ------------------- | ----------- | -------- | -------- | -------- |
| 1     | Михаэль Шумахер     | Ferrari     | 1:22,795 | 1:22,579 | 1:24,598 |
| 2     | Дженсон Баттон      | Honda       | 1:22,988 | 1:23,749 | 1:24,480 |
| 3     | Рубенс Баррикелло   | Honda       | 1:23,242 | 1:23,760 | 1:24,727 |
| 4     | Фелипе Масса        | Ferrari     | 1:23,702 | 1:23,595 | 1:24,884 |
| 5     | Фернандо Алонсо     | Renault     | 1:23,709 | 1:23,743 | 1:23,536 |
| 6     | Ральф Шумахер       | Toyota      | 1:23,772 | 1:23,565 | 1:24,370 |
| 7     | Хуан Пабло Монтойя  | McLaren     | 1:24,021 | 1:23,760 | 1:24,960 |
| 8     | Кими Райкконен      | McLaren     | 1:24,158 | 1:23,190 | 1:24,259 |
| 9     | Ярно Трулли         | Toyota      | 1:24,172 | 1:23,727 | 1:24,446 |
| 10    | Марк Уэббер         | Williams    | 1:24,795 | 1:23,718 | 1:24,992 |
| 11    | Джанкарло Физикелла | Renault     |          | 1:23,771 | 1:24,434 |
| 12    | Жак Вильнёв         | BMW         |          | 1:23,887 | 1:25,081 |
| 13    | Нико Росберг        | Williams    |          | 1:23,966 | 1:24,495 |
| 14    | Дэвид Култхард      | Red Bull    |          | 1:24,101 | 1:24,849 |
| 15    | Ник Хайдфельд       | BMW         |          | 1:24,129 | 1:25,410 |
| 16    | Витантонио Лиуцци   | Toro Rosso  |          | 1:24,520 | 1:24,879 |
| 17    | Кристиан Клин       | Red Bull    |          |          | 1:25,410 |
| 18    | Скотт Спид          | Toro Rosso  |          |          | 1:25,437 |
| 19    | Тьягу Монтейру      | Midland     |          |          | 1:26,820 |
| 20    | Кристиан Альберс    | Midland     |          |          | 1:27,088 |
| 21    | Такума Сато         | Super Aguri |          |          | 1:27,609 |
| 22    | Юдзи Иде            | Super Aguri |          |          | 1:29,282 |

## Гонка
Михаэль Шумахер одержал 85-ю в карьере победу, выиграв Гран-при Сан-Марино. Наиболее яркой частью гонки стала борьба за победу между Шумахером и Алонсо, в которой немец смог отстоять первое место.
На старте большинство гонщиков сохранили или незначительно улучшили свои позиции. На первом же круге произошла серьёзнейшая авария Кристиана Альберса: в повороте Villeneuve его атаковал Юдзи Иде, но не рассчитал траекторию и врезался в машину голландца. Та совершила 3,5 оборота вокруг своей оси, и осталась лежать вверх колёсами. Гонщик не пострадал и смог самостоятельно вернуться в боксы, а на трассе на два круга появилась машина безопасности. После гонки инцидент был рассмотрен стюардами FIA, которые вынесли официальное предупреждение Юдзи Иде.
После рестарта на 3-м круге порядок гонщиков не изменился. Первую волну пит-стопов открыл Рубенс Баррикелло на 12-м круге. Фернандо Алонсо остановился в боксах на 25-м круге. Более поздний пит-стоп, нежели у Баттона (15-й круг), Массы (19-й) и Шумахера (20-й) позволил Алонсо вернуться на трассу вторым, проигрывая Шумахеру 11 секунд.
После первого пит-стопа Алонсо началась самая интересная ситуация гонки, которая была прокомментирована многими знатоками Формулы-1 и позволила создать массу теорий. Начиная с 25-го круга (пит-стопа Алонсо) Михаэль Шумахер стал проезжать круги приблизительно на 1,5 секунды медленнее, чем раньше. Это позволило Алонсо к 34-му кругу догнать Шумахера и атаковать его. Испанцу не удавалось обогнать Михаэля ввиду защитных действий последнего и характеристик трассы, препятствующих обгону. На 42-м круге Алонсо поехал на 2-й пит-стоп, хотя, скорее всего, топлива в его баках было ещё достаточно. По всей видимости, в команде Renault приняли такое решение, поскольку атаки испанца были безуспешны. Возможно, руководители команды хотели попытаться обогнать Шумахера после пит-стопа. На это позволяло надеяться явное преимущество в скорости у Алонсо. Однако в тот момент, когда Фернандо Алонсо отправился в боксы, Михаэль Шумахер проехал свой круг более чем на 1 секунду быстрее своего прежнего темпа. После этого гонщик Ferrari пошёл на 2-й пит-стоп и смог вернуться на трассу перед Алонсо, а затем без труда удерживал его за собой до финиша. Подробный анализ этих событий проведён на сайте f1news.ru.
Помимо борьбы за победу красивыми моментами гонки были поединки Райкконена и Массы за 4-е место, Физикеллы и Баттона за 7-е. Как и в борьбе за первое место, в этих парах обгонов не произошло.
Неудачно выступили гонщики команды Honda: стартовав с 2-го и 3-го мест Баттон и Баррикелло заняли лишь 7-е и 10-е места на финише. Для Баттона это было отчасти связано с инцидентом во время пит-стопа: механик, державший леденец поднял его слишком рано, когда автомобиль ещё не был заправлен. Затем он опустил табличку, но Баттон уже стартовал и оборвал топливный шланг. Гонщику пришлось остановиться и дождаться, когда «пистолет» шланга будет вынут из машины. Из-за этого было потеряно много времени. Также, возможно, стратегия 3-х пит-стопов была неудачной: кроме Баттона, ей воспользовался только Ральф Шумахер, но он финишировал 9-м.
Помимо гонщиков Ferrari, Renault и McLaren в очки вошли Марк Уэббер (6-е место) и Дженсон Баттон (7-е место). 6 гонщиков сошли по различным причинам.
| Место | С  | №  | Гонщик              | Конструктор | Ш | Круги | Время/причина схода | Пит | О  |
| ----- | -- | -- | ------------------- | ----------- | - | ----- | ------------------- | --- | -- |
| 1     | 1  | 5  | Михаэль Шумахер     | Ferrari     | B | 62    | 1:31:06,486         | 2   | 10 |
| 2     | 5  | 1  | Фернандо Алонсо     | Renault     | M | 62    | +2,096              | 2   | 8  |
| 3     | 7  | 4  | Хуан Пабло Монтойя  | McLaren     | M | 62    | +15,868             | 2   | 6  |
| 4     | 4  | 6  | Фелипе Масса        | Ferrari     | B | 62    | +17,096             | 2   | 5  |
| 5     | 8  | 3  | Кими Райкконен      | McLaren     | M | 62    | +17,524             | 2   | 4  |
| 6     | 10 | 9  | Марк Уэббер         | Williams    | B | 62    | +37,739             | 2   | 3  |
| 7     | 2  | 12 | Дженсон Баттон      | Honda       | M | 62    | +39,635             | 3   | 2  |
| 8     | 11 | 2  | Джанкарло Физикелла | Renault     | M | 62    | +40,200             | 2   | 1  |
| 9     | 6  | 7  | Ральф Шумахер       | Toyota      | B | 62    | +45,511             | 3   |    |
| 10    | 3  | 11 | Рубенс Баррикелло   | Honda       | M | 62    | +1:17,851           | 2   |    |
| 11    | 13 | 10 | Нико Росберг        | Williams    | B | 62    | +1:19,675           | 2   |    |
| 12    | 12 | 17 | Жак Вильнёв         | BMW Sauber  | M | 62    | +1:22,370           | 2   |    |
| 13    | 15 | 16 | Ник Хайдфельд       | BMW Sauber  | M | 61    | +1 круг             | 2   |    |
| 14    | 16 | 20 | Витантонио Лиуцци   | Toro Rosso  | M | 61    | +1 круг             | 2   |    |
| 15    | 18 | 21 | Скотт Спид          | Toro Rosso  | M | 61    | +1 круг             | 2   |    |
| 16    | 19 | 18 | Тьягу Монтейру      | MidlandF1   | B | 60    | +2 круга            | 2   |    |
| Сход  | 14 | 14 | Дэвид Култхард      | Red Bull    | M | 48    | Привод              | 2   |    |
| Сход  | 21 | 22 | Такума Сато         | Super Aguri | B | 45    | Вылет               | 2   |    |
| Сход  | 17 | 15 | Кристиан Клин       | Red Bull    | M | 41    | Гидравлика          | 1   |    |
| Сход  | 22 | 23 | Юдзи Иде            | Super Aguri | B | 24    | Подвеска            | 2   |    |
| Сход  | 9  | 8  | Ярно Трулли         | Toyota      | B | 7     | Рулевое управление  | 0   |    |
| Сход  | 20 | 19 | Кристиан Альберс    | MidlandF1   | B | 1     | Авария              | 0   |    |

Лучший круг: Фернандо Алонсо — 1:24,569, на 23-м круге.
Лидеры гонки: Михаэль Шумахер 1—20, 26—42, 45—62 (55); Фернандо Алонсо 21—25 (5); Хуан Пабло Монтойя 43—44 (2).
- Михаэль Шумахер завоевал 66-ю поул-позицию в своей карьере, став лидером Формулы-1 по этому показателю, опередив Айртона Сенну, у которого этот показатель равен 65-ти.
- Кроме того, Михаэль набрал теперь на этом автодроме более 100 очков (102), что тоже пока никому не удавалось ни на каком автодроме.